# Mașină de spălat vase

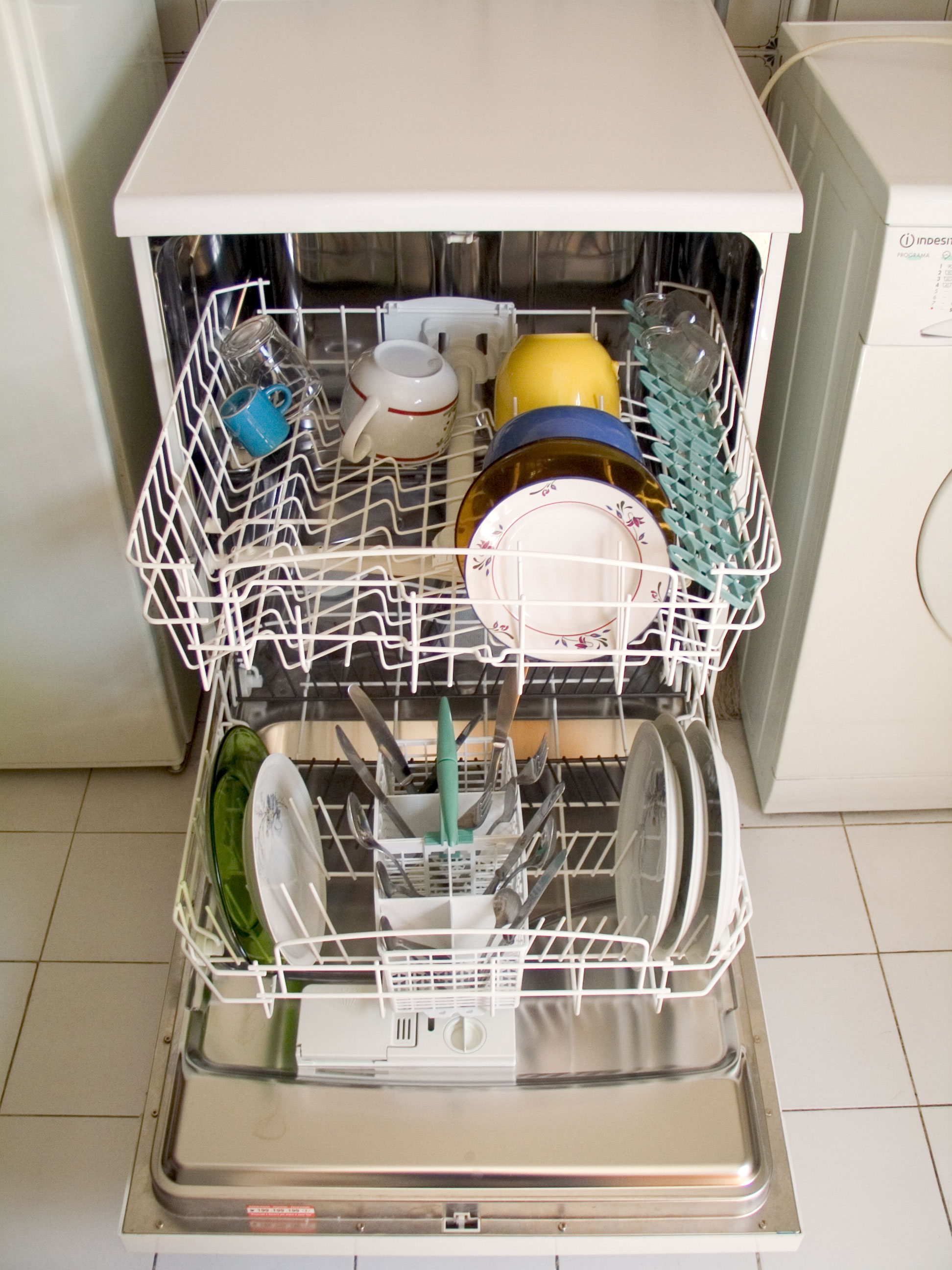
O mașină de spălat vase deschisă

Mașina de spălat vase este o mașină electrocasnică construită pentru spălarea vaselor de bucătărie și a tacâmurilor. Este folosită în restaurante și pentru uz casnic. Prima mașină de spălat vase a fost inventată în 1887 de Josephine Cochrane, pentru ca servitorii să nu-i mai ciobească porțelanurile. În 1924, William Howard Livens inventează prima mașină de spălat vase destinată uzului casnic.
Începând cu anii '70 mașinile de spălat vase au devenit o obișnuință în Statele Unite și Europa de Vest. Până în anul 2012, peste 75% din locuințele din SUA și Germania erau dotate cu mașini de spălat vase.
Mașina de spălat vase este utilizată pentru curățarea vaselor și al tacâmurilor în mod automat. Spre deosebire, de spălarea manuală a vaselor care se bazează pe efortul fizic pentru îndepărtarea murdăriei,mașina de spălat vase curăță prin pulverizarea apei calde, de obicei între 45 și 75 ° C (110 și 170 ° F), la temperaturi mai scăzute utilizate pentru obiecte delicate. Un amestec de apă și detergent este pompat pe unul sau mai multe brațe rotative ale mașinii, aceasta pulverizând vasele cu acest amestec.După terminarea spălării, apa este drenată, iar apa caldă intră în cada cu ajutorul unei supape electromagnetice solenoid, iar ciclul de clătire începe. După ce ciclul de clătire se termină și apa este drenată, vasele sunt uscate folosind una din metodele de uscare. De obicei, un agent de clătire, o substanță chimică pentru reducerea durității apei, este utilizat pentru a reduce petele de apă sau de calcar, sau din alte motive.